# Abakan (instalacja)

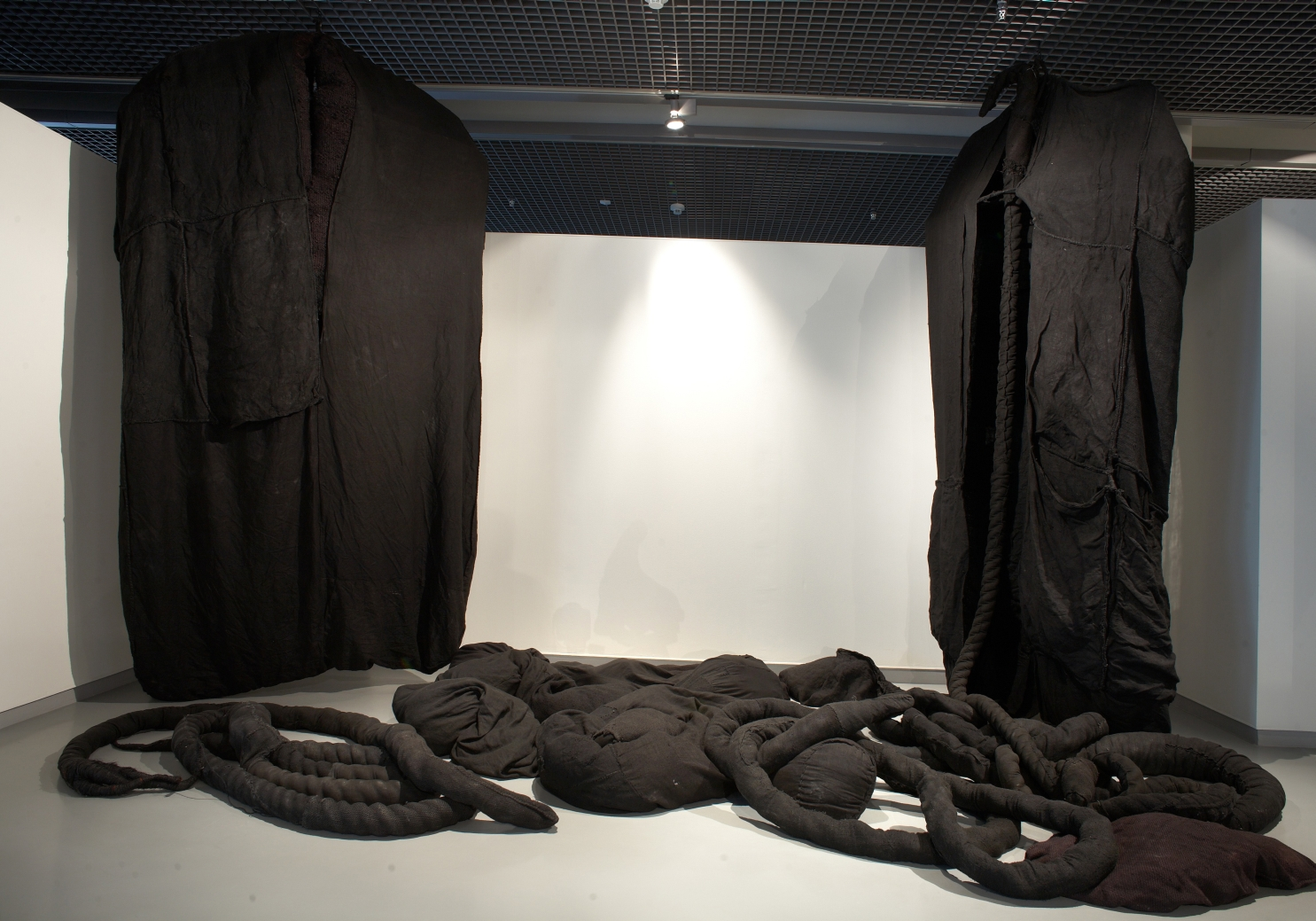
Magdalena Abakanowicz, Zespół Czarnych Form Organicznych, 1974 roku

Abakan – rodzaj tkaniny artystycznej będącej monumentalną kompozycją przestrzenną zbliżoną do rzeźby, autorstwa Magdaleny Abakanowicz.
Tkanina w dziełach Abakanowicz posiada urozmaiconą fakturę, artystka wprowadziła relief, ażur, elementy przestrzenne, a jako tworzywo sizal. Tkaniny te określane są czasem mianem „tkanych rzeźb”.

Cykl takich kompozycji, tworzonych z różnych rodzajów włókien (m.in. sizalu, końskiego włosia, sznurów rozmaitej grubości) i wysoce ekspresyjnych w charakterze, przyniósł Abakanowicz w roku 1965 główną nagrodę na biennale w São Paulo. Wczesne abakany prezentowano na wystawie w londyńskiej Tate Modern w lutym 2023.